# Oude Joodse Begraafplaats (Wrocław)
De Oude Joodse Begraafplaats (Pools: Stary Cmentarz Żydowski we Wrocławiu) is een historische necropolis in Wrocław, Polen. De begraafplaats werd geopend in 1856. In 1943, tijdens de Tweede Wereldoorlog werden de begrafenisceremonies stopgezet, waarna het gebied een slagveld werd.
De meeste objecten op de begraafplaats zijn gebouwd in de tweede helft van de 19e eeuw. Ze imiteren verschillende architecturale stijlen, van de oudheid en middeleeuwen tot de renaissance en barok. De talloze zuilen staan symbool voor het leven en de eeuwigheid. De grafstenen bevatten doorgaans tweetalige inscripties, meestal Duits en Jiddisch. De meest voorkomende symbolen van de Joodse cultuur die op grafstenen te zien zijn, zijn onder meer handen en bomen.
De Duitse politicus Ferdinand Lassalle (1825-1864) en de Duitse bioloog Ferdinand Cohn (1828-1898) liggen op deze begraafplaats begraven.